# Aksiom para
Aksiom para je aksiom iz teorije skupova. Jedan je od aksioma Zermelo–Fraenkelove teorije. 
Glasi da svaka dva skupa postoji skup čiji oni jedini elementi. U formalnom obliku to je
∀x∀y∃z∀u(u∈z↔(x=u∨y=u))